# Badredine Bouanani
Badredine Bouanani (Lille, Francia, 8 de diciembre de 2004) es un futbolista argelino. Juega de delantero y su equipo es el O. G. C. Niza de la Ligue 1. Es internacional absoluto por la selección de Argelia desde 2023.

## Trayectoria
Nacido en Lille, comenzó su carrera en las inferiores del US Ronchin y en 2011 se incorporó a la cantera del Lille O. S. C. En octubre de 2021 fue incorporado en la lista de las promesas jóvenes del fútbol del periódico británico The Guardian. Formó parte del segundo equipo de Lille entre 2021 y 2022.
En julio de 2022 fichó por el O. G. C. Niza. En temporada y media disputó 29 partidos y el 31 de enero de 2024 fue prestado al F. C. Lorient.

## Selección nacional
Fue internacional en categorías inferiores por Francia.
Descendiente de argelinos, debutó con la selección de Argelia el 23 de marzo de 2023 ante Níger.

## Estadísticas
Actualizado al último partido disputado el 17 de mayo de 2025.
| Club                      | Div.          | Temporada     | Liga  | Liga  | Copas nacionales | Copas nacionales | Copas internacionales | Copas internacionales | Total | Total |
| Club                      | Div.          | Temporada     | Part. | Goles | Part.            | Goles            | Part.                 | Goles                 | Part. | Goles |
| ------------------------- | ------------- | ------------- | ----- | ----- | ---------------- | ---------------- | --------------------- | --------------------- | ----- | ----- |
| Lille O. S. C. II Francia | 5.ª           | 2021-22       | 8     | 2     | ―                | ―                | ―                     | ―                     | 8     | 2     |
| Lille O. S. C. II Francia | Total club    | Total club    | 8     | 2     | 0                | 0                | 0                     | 0                     | 8     | 2     |
| O. G. C. Niza II Francia  | 5.ª           | 2022-23       | 5     | 4     | ―                | ―                | ―                     | ―                     | 5     | 4     |
| O. G. C. Niza II Francia  | Total club    | Total club    | 5     | 4     | 0                | 0                | 0                     | 0                     | 5     | 4     |
| O. G. C. Niza Francia     | 1.ª           | 2022-23       | 19    | 0     | 1                | 0                | 1                     | 0                     | 21    | 0     |
| O. G. C. Niza Francia     | 1.ª           | 2023-24       | 7     | 0     | 1                | 0                | ―                     | ―                     | 8     | 0     |
| F. C. Lorient Francia     | 1.ª           | 2023-24       | 11    | 1     | ―                | ―                | ―                     | ―                     | 11    | 1     |
| F. C. Lorient Francia     | Total club    | Total club    | 11    | 1     | 0                | 0                | 0                     | 0                     | 11    | 1     |
| O. G. C. Niza Francia     | 1.ª           | 2024-25       | 26    | 3     | 3                | 0                | 8                     | 2                     | 37    | 5     |
| O. G. C. Niza Francia     | Total club    | Total club    | 52    | 3     | 5                | 0                | 9                     | 2                     | 66    | 5     |
| Total carrera             | Total carrera | Total carrera | 76    | 10    | 5                | 0                | 9                     | 2                     | 90    | 12    |